# Outback Bowl 2020
Match précédent Match suivant
L'Outback Bowl 2020 est un match de football américain de niveau universitaire joué après la saison régulière de 2019, le 1er janvier 2019 au Raymond James Stadium de Tampa dans l'État de Floride aux États-Unis. 
Il s'agit de la 34e édition de l'Outback Bowl.
Le match met en présence l'équipe des Golden Gophers du Minnesota issue de la Big Ten Conference et l'équipe des Tigers d'Auburn issue de la Southeastern Conference.
Il débute à 13 heures locales et est retransmis à la télévision par ESPN.
Sponsorisé par la société Outback Steakhouse, le match est officiellement dénommé le Outback Bowl 2020. 
Minnesota gagne le match sur le score de 31 à 4.

## Présentation du match
Il s'agit de la première rencontre entre ces deux équipes.
| Équipes                                                                                          | Conférences | Entraîneurs      | Stats. saison rég. | Classements avant le bowl | Classements avant le bowl | Classements avant le bowl |
| ------------------------------------------------------------------------------------------------ | ----------- | ---------------- | ------------------ | ------------------------- | ------------------------- | ------------------------- |
| Équipes                                                                                          | Conférences | Entraîneurs      | Stats. saison rég. | CFP                       | AP                        | Coaches                   |
| Golden Gophers du Minnesota                                                                      | B10         | P.J. Fleck (en)  | 10 - 2             | #18                       | #16                       | #16                       |
| Tigers d'Auburn                                                                                  | SEC         | Gus Malzahn (en) | 9 - 3              | #12                       | #9                        | #13                       |
| - Arbitre : Duane Heydt (ACC) - Équipe donnée favorite par les bookmakers : Auburn pas 7½ points |             |                  |                    |                           |                           |                           |

### Golden Gophers du Minnesota
Avec un bilan global en saison régulière de 10 victoires et 2 défaites (7-2 en matchs de conférence), Minnesota est éligible et accepte l'invitation pour participer à l'Outback Bowl de 2020.
Ils terminent 2e de la West Division de la Big Ten Conference derrière #8 Wisconsin.
À l'issue de la saison 2019 (bowl non compris), ils seront classés #18 au classement CFP et # #16 aux classements AP et Coaches.

Il s'agit de leur première apparition à l'Outback Bowl.
| Postes      | Joueurs        | Statistiques                                                      |
| ----------- | -------------- | ----------------------------------------------------------------- |
| Quarterback | Tanner Morgan  | 191/289 passes réussies pour 2 975 yards, 28 TDs, 6 interceptions |
| Coureur     | Rodney Smith   | 212 courses pour 1 094 yards nets gagnés et 8 TDs                 |
| Receveur    | Rashod Bateman | 57 réceptions pour 1 170 yards et 11 TDs                          |

### Tigers d'Auburn
Avec un bilan global en saison régulière de 9 victoires et 3 défaites (5-3 en matchs de conférence), Auburn est éligible et accepte l'invitation pour participer à l'Outback Bowl de 2020.
Ils terminent 3e de la West Division de la Southeastern Conference derrière #1 LSU et #13 Alabama.
À l'issue de la saison 2019 (bowl non compris), ils seront classés #12 au classement CFP et AP , #9 au classement AP et #13 au classement Coaches.

Il s'agit de leur 5e participation à l'Outback Bowl :
| Dates            | Saisons | Vainqueurs                     | Scores | Finalistes                    | Bilans    |
| ---------------- | ------- | ------------------------------ | ------ | ----------------------------- | --------- |
| 1er janvier 1990 | 1986    | Auburn Tigers #9 (10-2)        | 31-14  | Ohio State Buckeyes #21 (8-4) | V : 1 - 0 |
| 1er janvier 1996 | 1995    | Penn State Nittany Lions (9-3) | 43-14  | Auburn Tigers (8-4)           | D : 1 - 1 |
| 1er janvier 2010 | 2009    | Auburn Tigers (9-5)            | 38-35  | Northwestern Wildcats (8-6)   | V : 2 - 1 |
| 1er janvier 2015 | 2014    | Wisconsin Badgers #18 (11-3)   | 34OT31 | Auburn Tigers #19 (8-5)       | D : 2 - 2 |

| Postes      | Joueurs            | Statistiques                                                      |
| ----------- | ------------------ | ----------------------------------------------------------------- |
| Quarterback | Bo Nix             | 200/351 passes réussies pour 2 366 yards, 15 TDs, 6 interceptions |
| Coureur     | Jatarvious Whitlow | 147 courses pour 739 yards nets gagnés et 9 TDs                   |
| Receveur    | Seth Williams      | 55 réceptions pour 801 yards et 8 TDs                             |

## Résumé du match
Résumé, vidéo et photos sur la page du site francophone The Blue Pennant.
Début du match à  13 h 00, fin à  16 h 20 pour une durée totale de jeu de 3 h 20 min, joué en indoors.
| QT            | Temps         | Drive         | Drive         | Drive         | Équipe        | Description de l'action | Score | Score |
| ------------- | ------------- | ------------- | ------------- | ------------- | ------------- | --- | ----- | ----- |
| QT            | Temps         | Jeux          | Yards         | TDP           | Équipe        | Description de l'action | MIN   | AUB   |
| 1             | 12:17         | 4             | 6             | 01:13         | AUB           | FG de 24 yards par K Andres Carlson | —     | 3     |
| 1             | 06:36         | 10            | 53            | 05:41         | MIN           | FG de 40 yards par K Michael Lantz | 3     | —     |
| 1             | 06:23         | 0             | 0             | 00:13         | AUB           | TD à la suite d'une retour de kickoff de 96 yards par DB Noah Igbinoghene + 1 point de conversion par K Anders Carlson                  | —     | 10    |
| 1             | 04:05         | 3             | 40            | 01:14         | MIN           | TD à la suite d'une course de 16 yards par RB Mohamed Ibrahim + 1 point de conversion par K Michael Lantz                               | 10    | —     |
|               |               |               |               |               |               | |       |       |
| 2             | 07:09         | 10            | 92            | 05:52         | MIN           | TD d'1 yard à la suite d'une passe de WR Seth Green réceptionnée par TE Bryce Witham + 1 point de conversion par K Michael Lantz        | 17    | —     |
| 2             | 04:15         | 7             | 64            | 02:54         | AUB           | TD de 37 yards à la suite d'une passe de QB Bo Nix réceptionnée par WR Sal Cannella + 1 point de conversion par K Andres Carlson        | —     | 17    |
| 2             | 00:32         | 9             | 75            | 03:43         | MIN           | TD de 2 yards à la suite d'une passe de QB Tanner Morgan réceptionnée par WR Tyler Johnson + 1 point de conversion par K Michael Lantz  | 24    | —     |
|               |               |               |               |               |               | |       |       |
| 3             | 05:04         | 13            | 86            | 05:15         | AUB           | TD à la suite d'une course de 3 yards par RB JaTarvious Whitlow + 1 point de conversion par K Andres Carlson                            | —     | 24    |
|               |               |               |               |               |               | |       |       |
| 4             | 20:26         | 1             | 74            | 00:11         | MIN           | TD de 74 yards à la suite d'une passe de QB Tanner Morgan réceptionnée par WR Tyler Johnson + 1 point de conversion par K Michael Lantz | 31    | —     |
| Score final : | Score final : | Score final : | Score final : | Score final : | Score final : | Score final : | 31    | 24    |

## Statistiques
| Nom                | Équipe    | Poste |
| ------------------ | --------- | ----- |
| Tyler Johnson (en) | Minnesota | WR    |

| Statistiques                           | Golden Gophers du Minnesota                             | Tigers d'Auburn                                        |
| -------------------------------------- | ------------------------------------------------------- | ------------------------------------------------------ |
| 1er down                               | 23                                                      | 13                                                     |
| 1er down à la course                   | 12                                                      | 3                                                      |
| 1er down à la passe                    | 11                                                      | 9                                                      |
| 1er down suite pénalité                | 0                                                       | 1                                                      |
| Conversion de 3e down                  | 4/14                                                    | 3/11                                                   |
| Conversion de 4e down                  | 2/3                                                     | 1/2                                                    |
| Jeux–yards                             | 75 jeux pour 494 yards                                  | 53 jeux pour 232 yards                                 |
| Yards à la course                      | 45 courses pour 215 yards (moyenne de 4,8 yards/course) | 26 courses pour 56 yards (moyenne de 2,2 yards/course) |
| Yards à la passe                       | 279                                                     | 176                                                    |
| Passes : Réussies-Tentées-Interceptées | 20/30 passes complétées, 1 interception                 | 17/27 passes complétées, 0 interception                |
| Réussite en zone rouge/chances         | 3/4                                                     | 2/2                                                    |
| TD                                     | 4                                                       | 3                                                      |
| Field Goals                            | 1/1                                                     | 1/1                                                    |
| Sacks (Nombre-Yards)                   | 2 pour 14 yards adverses perdus                         | —                                                      |
| Fumbles (Nombre/Perdus)                | 1/0                                                     | 2/1                                                    |
| Pénalités (Nombre/Yards perdus)        | 5 pour 41 yards perdus                                  | 3 pour 20 yards perdus                                 |
| Temps de possession                    | 37:35                                                   | 22:35                                                  |

| Golden Gophers du Minnesota |                    |                                                                                             |
| Quarterback                 | Morgan Tanner      | 19/29 passes complétées, 278 yards, 1 interception, 2 TDs, 0 sack subi, QB Rating de 161,9  |
| Meilleur coureur            | Mohamed Ibrahim    | 20 courses pour 140 yards nets gagnés, 1 TD, moyenne de 7 yards/course                      |
| Meilleur receveur           | Tyler Johnson      | 12/14 réceptions pour 204 yards gagnés, 2 TDs                                               |
| Meilleur tackler            | Chris Williamson   | 7 tacles dont 5 en solo                                                                     |
| Tigers d'Auburn             |                    |                                                                                             |
| Quarterback                 | Bo Nix             | 17/26 passes complétées, 176 yards, 0 interception, 1 TD, 2 sacks subis, QB Rating de 134,9 |
| Meilleur coureur            | JaTarvious Whitlow | 9 courses pour 24 yards nets gagnés, 1 TD, moyenne de 2,7 yards/course                      |
| Meilleur receveur           | Anthony Schwartz   | 6/6 réceptions pour 49 yards gagnés, 0 TD                                                   |
| Meilleur tackler            | Jeremiah Dimson    | 9 tacles dont 7 en solo                                                                     |